# Retablo de la avaricia, la lujuria y la muerte
Retablo de la avaricia, la lujuria y la muerte es el título con que se publicó en 1927  (Madrid, Rivadeneyra) un conjunto de cinco piezas dramáticas escritas por Valle Inclán: «Ligazón», «La rosa de papel», «El embrujado», «La cabeza del Bautista» y «Sacrilegio». El volumen era el IV de las obras completas (Opera omnia) editadas por el propio autor.

## Cronología
Valle-Inclán había acabado de escribir El embrujado en noviembre de 1912 y desde el 25 de ese mes hasta el 19 de enero de 1913 se publicó como folletín en El Mundo, en edición suelta apareció en 1913 (Madrid, Perlado, Páez y Compañía) y su estreno no llegaría hasta 1931. En el momento de su publicación Enrique Díez Canedo dijo de ella que era «un drama sombrío, desarrollado entre forcejeos de codicia e impulsos de amor». Además añadía «el libro contiene un vigor y energía que sólo el teatro puede declarar» que incidía así en el carácter dramático de la obra, a pesar de las acotaciones con carácter narrativo y lírico que suele aducirse como ejemplo de la dificultosa representación de las obras teatrales de Valle. En todo caso, ha sido frecuente la inclusión de las acotaciones en muchas representaciones con intención de aprovechar la riqueza poética que contienen. En 1927 El embrujado volvió a editarse en el Retablo... esta vez acompañado de las otras cinco piezas cortas. Aparecían además bajo un nuevo título, el actual, que daba unidad al volumen.
Ligazón fue estrenada en el teatro de cámara El Mirlo Blanco que Rivas Cherif y los Baroja gestionaban para un grupo de aficionados escogidos. Allí se representó el 8 de mayo de 1926 el «auto para siluetas» (como lo subtituló Valle-Inclán) Ligazón, como experimento teatral.
En cuanto a La rosa de papel y La cabeza del Bautista, habían sido editadas en el vigesimoprimer tomo  de la colección La Novela Semanal (22 de marzo de 1924) con el subtítulo de «novelas macabras», que al integrarse en el Retablo Valle cambió a «melodramas para marionetas». La segunda de estas obras había sido estrenada el 17 de octubre de 1924 por la compañía Enrique López de Alarcón en el Teatro Centro de Madrid y en marzo de 1925 en el Goya de Barcelona a cargo de la compañía de Mimí Aguglia, montaje que también se exhibió en Madrid en el teatro La Latina desde el 14 de mayo de 1926.
Finalmente, Sacrilegio fue publicado también por entregas en el Heraldo de Madrid los días 6-10 de septiembre de 1927 antes de la publicación del Retablo, anunciándose como «novela absolutamente inédita».

## Sobre el título
La idea de retablo dotaba al volumen de unidad, de conjunto compuesto por piezas independientes pero estrechamente relacionadas hasta el punto de ser necesarias unas y otras para la correcta intelección del todo. Igualmente es reseñable el carácter antitético del título que conjuga el concepto plenamente religioso de retablo con la mención de dos pecados capitales y la referencia a la muerte.

## Temática
Las claves temáticas de estas obras, que dotan de unidad al conjunto, están expresadas con precisión por el título. Se trata de tragedias de carácter simbolista (esquemáticas, llenas de sugerencias) protagonizadas no por héroes sino por personajes cotidianos, marginados incluso, donde las pasiones capitales de la avaricia y lujuria arrastran a los desdichados personajes a la muerte, sobre un fondo sacrílego, satánico o melodramático (en el sentido de macabro), según los casos. En síntesis se podrían encuadrar todas las obras que componen este retablo (conjunto de cuadros pero también teatrillo de títeres) en el género definido por Maeterlinck como tragedia cotidiana, donde las acciones humanas sucumben ante poderosas fuerzas, caracterizadas por la tradición cristiana como pecados.
Uno de los motivos de todas las obras que componen el retablo es, por un lado, el amor, y por otro la brujería y la magia. Esta magia se muestra cercana al mundo mítico gallego (pazos, meigas, etc.) y recoge elementos léxicos que proceden de este mismo mundo. Así los impulsos de los personajes se ven guiados tanto por sus sentimientos como por la acción de fuerzas ocultas. Ello encajado en un ambiente plagado de superstición que justifica en buena medida lo maravilloso.

## Representaciones
Además de sus distintas representaciones individuales, cuatro de las cinco obras (todas excepto El embrujado) se representaron juntas en 1995, bajo dirección de José Luis Gómez, música de Luis Delgado, y con Carmen Machi, Alberto Jiménez, Beatriz Argüello, Pedro Casablanc, Rafael Salama, Pepe Viyuela, Ernesto Arias, Lola Dueñas, Carmen Losa, Ester Bellver, Jorge Padín, Francisco Rivero, Felipe Vélez, Montse Merino y Joaquim Candeias en la interpretación.
Entre  2004 y 2006 la directora Irina Kouberskaya dirigió las piezas que componen el Retablo de la avaricia, la lujuria y la muerte para el teatro Tribueñe, que obtuvo el premio a la Mejor Dirección por Ligazón de Valle-Inclán en el trigésimo Festival de Teatro Ciudad de Palencia. El 26 de noviembre de 2006 esta compañía representó, a lo largo de seis horas y media, la totalidad de las obras del Retablo. El 24 de marzo de 2017, con ocasión del Incentenario de Valle Inclán, esta misma compañía representó nuevamente la totalidad del retablo, en el Teatro Fernando de Rojas del Círculo de Bellas Artes, incluyendo un homenaje flamenco a Sacrilegio.

## Ediciones
- Ramón María del Valle-Inclán, Retablo de la avaricia, la lujuria y la muerte, Madrid, Imprenta Rivadeneyra, 1927. Opera Omnia, IV. Contiene: «Ligazón». «La rosa de papel». «El embrujado». «La cabeza del Bautista». «Sacrilegio». Colofón: 10-10-1927.

- Ricardo Doménech (ed. lit.), Retablo de la avaricia, la lujuria y la muerte, Madrid, Espasa Calpe (Austral, 170), 1990. ISBN 978-84-239-1970-3

- Jesús Rubio Jiménez (ed. lit.), Retablo de la avaricia, la lujuria y la muerte, Madrid, Espasa Calpe (Clásicos castellanos nueva serie, 37), 1996. ISBN 978-84-239-3877-3